# Herur (K), Chitapur
Herur (K) là một làng thuộc tehsil Chitapur, huyện Gulbarga, bang Karnataka, Ấn Độ.